# 南九老駅
南九老駅（ナムグロえき）は、大韓民国ソウル特別市九老区九老洞にある、ソウル交通公社7号線の駅。駅番号は(745)。

## 駅構造

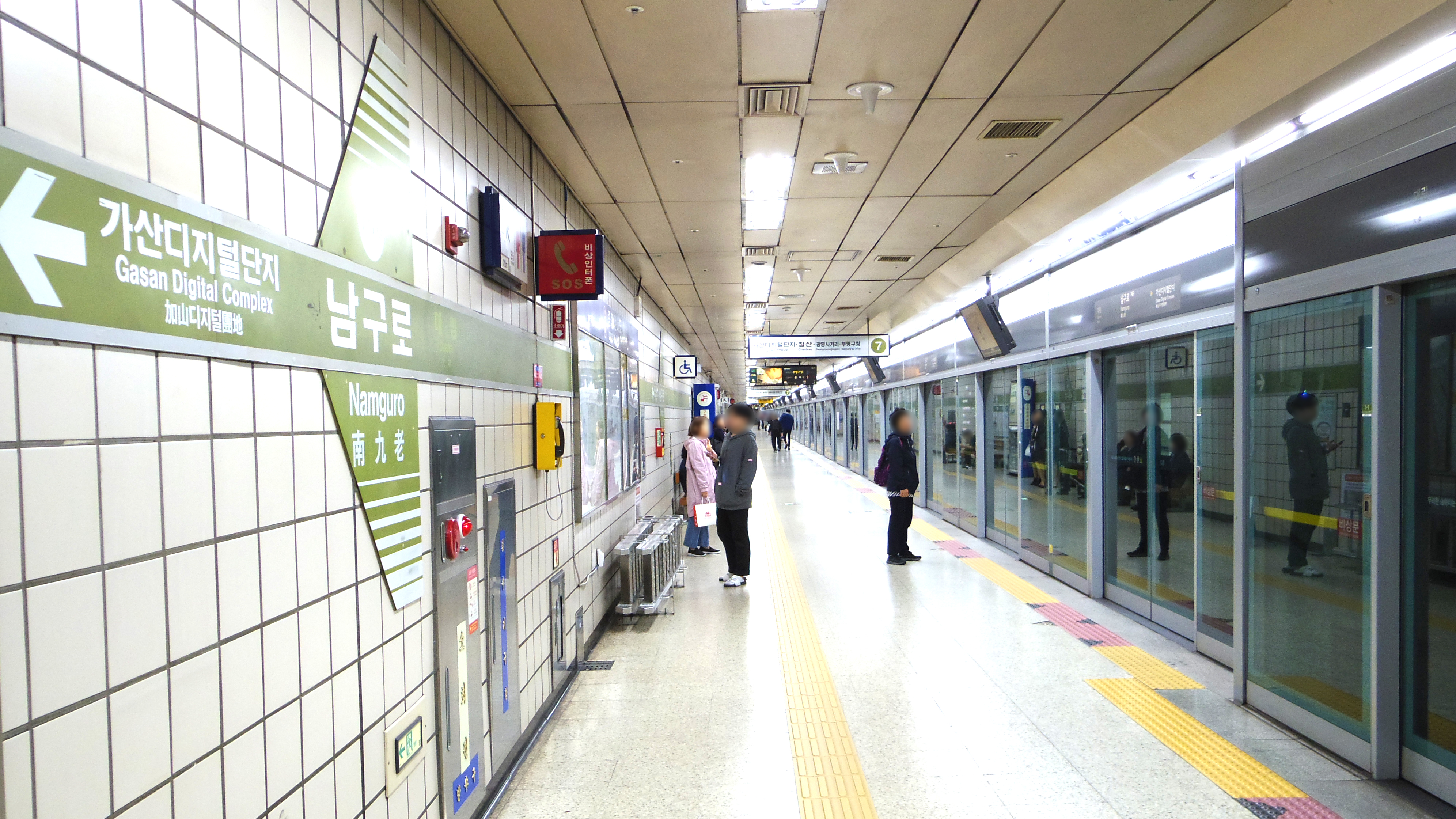
ホーム

相対式ホーム2面2線を有する地下駅で、フルスクリーンタイプのホームドアが設置されている。改札口は両端付近に別個に設置されており、大林側と加山デジタル団地側の2ヶ所ある。それぞれ独立しており、コンコースなどではつながっていない。改札階から下り、地下4階で上下線ホームへの行先が分かれ、ホームは地下5階にある。化粧室は加山デジタル団地側の改札外に1ヶ所ある。
出入口は1番から6番までの計6ヶ所ある。

### のりば
- 案内上ののりば番号は設定されていない。

| 上り | 7号線 | 高速ターミナル・建大入口・蘆原・長岩方面 |
| 下り | 7号線 | 加山デジタル団地・温水方面               |

## 利用状況
近年の一日平均利用人員推移は下記のとおり。なお、2000年は開業日の2月29日から12月31日までの307日間の平均である。
| 路線  | 路線     | 2000年 | 2001年 | 2002年 | 2003年 | 2004年 | 2005年 | 2006年 | 2007年 | 2008年 | 2009年 | 出典  |
| ----- | -------- | ------ | ------ | ------ | ------ | ------ | ------ | ------ | ------ | ------ | ------ | ----- |
| 7号線 | 乗車人員 | 7,435  | 11,947 | 13,413 | 13,959 | 13,948 | 14,078 | 14,977 | 15,512 | 16,013 | 15,875 | [ 1 ] |
| 7号線 | 降車人員 | 7,105  | 11,306 | 12,849 | 13,675 | 13,651 | 14,056 | 15,019 | 15,656 | 16,201 | 15,996 | [ 1 ] |
| 7号線 | 乗降人員 | 14,539 | 23,252 | 26,262 | 27,634 | 27,599 | 28,134 | 29,996 | 31,169 | 32,213 | 31,871 | [ 1 ] |
| 路線  | 路線     | 2010年 | 2011年 | 2012年 | 2013年 | 2014年 | 2015年 |        |        |        |        | [ 1 ] |
| 7号線 | 乗車人員 | 16,043 | 16,604 | 16,386 | 16,902 | 16,802 | 16,742 |        |        |        |        | [ 1 ] |
| 7号線 | 降車人員 | 16,238 | 16,899 | 16,698 | 17,477 | 17,452 | 17,356 |        |        |        |        | [ 1 ] |
| 7号線 | 乗降人員 | 32,281 | 33,503 | 33,085 | 34,379 | 34,254 | 34,098 |        |        |        |        | [ 1 ] |

## 駅周辺
- 九老市場トッポギ横丁
- 高麗大学校付属九老病院
- ソウル九老南初等学校
- 永一初等学校
- 九老2洞住民センター
- 九老4洞郵便局
- 駅周辺は日雇労働者が多く集まり、通称「人力市場」と呼ばれている
- 日雇労働者には朝鮮族の割合が高く、また近隣の加里峰洞周辺には朝鮮族が多く集まっていることから、駅周辺では朝鮮族を相手にした商店も多く、中国語表記も多く見られる。

## 歴史
- 2000年2月29日 - 開業。

## 隣の駅
ソウル交通公社
 7号線
大林駅 (744) - 南九老駅 (745) - 加山デジタル団地駅 (746)